# Liste des ministres grecs des Affaires étrangères
Cette page donne la liste des ministres grecs à la tête du ministère des Affaires étrangères (en grec moderne : Υπουργείο Εξωτερικών).

## Royaume de Grèce(1833-1924)
| Nom                                     | Début             | Fin               | Parti              |
| --------------------------------------- | ----------------- | ----------------- | ------------------ |
| Anastásios Lóndos                       | 1855              | 1856              |                    |
| Agamémnon G. Avgerinós                  | 24 février 1863   | 9 avril 1863      |                    |
| Charílaos Trikoúpis                     | 30 décembre 1866  | 1er janvier 1868  |                    |
| Charílaos Trikoúpis                     | 7 juin 1877       | 14 septembre 1877 |                    |
| Charílaos Trikoúpis                     | 30 décembre 1866  | 1er janvier 1868  |                    |
| Stéphanos Dragoúmis                     | 1886              | 1889              | Nouveau Parti      |
| Leonídas Deligeórgis                    | 1890              | 1892              |                    |
| Stéphanos Dragoúmis                     | 22 juin 1892      | 15 mai 1893       | Nouveau Parti      |
| Stéphanos Skouloúdis                    | 1897              | 1897              | Nouveau Parti      |
| Athos Romanos (el)                      | 14 avril 1899     | 24 novembre 1901  |                    |
| Aléxandros Zaïmis                       | 25 novembre 1901  | 6 décembre 1902   |                    |
| Alexandros Skouzes (en)                 | 7 décembre 1902   | 27 juin 1903      |                    |
| Geórgios Theotókis                      | 28 juin 1903      | 11 juillet 1903   | Parti nationaliste |
| Dimítrios Rállis                        | 11 juillet 1903   | 19 décembre 1903  | Parti nationaliste |
| Athos Romanos                           | 19 décembre 1903  | 29 décembre 1904  |                    |
| Alexandros Skouzes                      | 29 décembre 1904  | 21 juin 1905      |                    |
| Dimítrios Rállis                        | 25 juin 1905      | 21 décembre 1905  | Parti nationaliste |
| Alexandros Skouzes                      | 21 décembre 1905  | 21 juin 1908      |                    |
| Geórgios Baltatzís                      | 5 juillet 1908    | 20 juillet 1909   |                    |
| Georgios Christakis-Zographos           | 29 juillet 1909   | 28 août 1909      |                    |
| Kyriakoúlis Mavromichális               | 29 août 1909      | 31 janvier 1910   | Ligue militaire    |
| Dimítrios Kallérgis                     | 31 janvier 1910   | 18 octobre 1910   |                    |
| Ioannis Gryparis                        | 18 octobre 1910   | 17 août 1912      |                    |
| Lambros Koromilas (en)                  | 30 août 1912      | 28 août 1913      |                    |
| Dimitrios Panas (el)                    | 31 août 1913      | 22 décembre 1913  |                    |
| Geórgios Stréit                         | 3 janvier 1914    | 30 août 1914      |                    |
| Elefthérios Venizélos                   | 30 août 1914      | 25 février 1915   | Parti libéral      |
| Georgios Christakis-Zographos           | 9 avril 1915      | 3 juillet 1915    |                    |
| Dimítrios Goúnaris                      | 16 juillet 1915   | 10 août 1915      |                    |
| Elefthérios Venizélos                   | 23 août 1915      | 7 octobre 1915    | Parti libéral      |
| Aléxandros Zaïmis                       | 7 octobre 1915    | 7 novembre 1915   |                    |
| Stéphanos Skouloúdis                    | 7 novembre 1915   | 22 juin 1916      |                    |
| Aléxandros Zaïmis                       | 22 juin 1916      | 16 septembre 1916 |                    |
| Aléxandros Karapános                    | 16 septembre 1916 | 9 octobre 1916    |                    |
| Evgenios Zalokostas (el)                | 10 octobre 1916   | 21 avril 1917     |                    |
| Aléxandros Zaïmis                       | 3 mai 1917        | 27 juin 1917      |                    |
| Nikolaos Politis                        | 27 juin 1917      | 18 novembre 1920  |                    |
| Dimítrios Rállis                        | 18 novembre 1920  | 6 février 1921    | Parti du peuple    |
| Nikolaos Kalogeropoulos                 | 6 février 1921    | 8 avril 1921      |                    |
| Geórgios Baltatzís                      | 8 avril 1921      | 16 mai 1922       |                    |
| Nikolaos Stratos                        | 16 mai 1922       | 22 mai 1922       |                    |
| Geórgios Baltatzís                      | 22 mai 1922       | 8 septembre 1922  |                    |
| Nikolaos Kalogeropoulos                 | 10 septembre 1922 | 29 septembre 1922 |                    |
| Efthymios Kanellopoulos (el) (intérim), | 30 septembre 1922 | 16 octobre 1922   |                    |
| Nikolaos Politis                        | 16 octobre 1922   | 27 novembre 1922  |                    |
| Konstantinos Rendis (el) (interim)      | 27 novembre 1922  | 11 décembre 1922  |                    |
| Apostolos Alexandris (la)               | 11 décembre 1922  | 18 novembre 1923  |                    |
| Stylianós Gonatás                       | 18 novembre 1923  | 12 mars 1924      |                    |
| Alexandros Papanastasiou                | 12 mars 1924      | 29 mars 1924      |                    |

## Deuxième République hellénique(1924-1935)
| Nom                           | Début           | Fin              | Parti           |
| ----------------------------- | --------------- | ---------------- | --------------- |
| Georgios Roussos (el)         | 2 avril 1924    | 18 juin 1924     |                 |
| Konstantinos Rendis (el)      | 18 juin 1924    | 24 juillet 1924  |                 |
| Georgios Roussos              | 24 juillet 1924 | 6 octobre 1924   |                 |
| Andréas Michalakópoulos       | 7 octobre 1924  | 26 juin 1925     | Parti libéral   |
| Alexandros Hatzikyriakos (el) | 26 juin 1925    | 3 juillet 1925   |                 |
| Konstantinos Rendis           | 3 juillet 1925  | 21 octobre 1925  |                 |
| Alexandros Hatzikyriakos      | 21 octobre 1925 | 8 novembre 1925  |                 |
| Loukas Kanakaris-Roufos (en)  | 8 novembre 1925 | 23 août 1926     |                 |
| Périclès Argyropoulos         | 26 août 1926    | 4 décembre 1926  |                 |
| Andréas Michalakópoulos       | 4 décembre 1926 | 4 juillet 1928   | Parti libéral   |
| Aléxandros Karapános          | 4 juillet 1928  | 7 juin 1929      |                 |
| Périclès Argyropoulos         | 7 juin 1929     | 4 juillet 1929   |                 |
| Andréas Michalakópoulos       | 5 juillet 1929  | 26 mai 1932      | Parti libéral   |
| Alexandros Papanastasiou      | 26 mai 1932     | 2 juin 1932      | Parti libéral   |
| Andréas Michalakópoulos       | 5 juin 1932     | 31 octobre 1932  | Parti libéral   |
| Ioánnis Rállis                | 3 novembre 1932 | 16 janvier 1933  |                 |
| Andréas Michalakópoulos       | 16 janvier 1933 | 6 mars 1933      | Parti libéral   |
| Nikolaos Mavroudis (el)       | 7 mars 1933     | 10 mars 1933     |                 |
| Dimitrios Maximos             | 10 mars 1933    | 3 mars 1935      |                 |
| Panagis Tsaldaris             | 3 mars 1935     | 27 mars 1935     | Parti du peuple |
| Dimitrios Maximos             | 27 mars 1935    | 1er avril 1935   |                 |
| Panagis Tsaldaris             | 1er avril 1935  | 12 juillet 1935  | Parti du peuple |
| Dimitrios Maximos             | 13 juillet 1935 | 10 octobre 1935  |                 |
| Ioánnis Theotókis             | 10 octobre 1935 | 25 novembre 1935 | Parti du peuple |

## Royaume de Grèce(1935-1967)
| Nom                                | Début             | Fin               | Parti                                                  |
| ---------------------------------- | ----------------- | ----------------- | ------------------------------------------------------ |
| Konstantínos Demertzís             | 30 novembre 1935  | 12 avril 1936     |                                                        |
| Ioánnis Metaxás                    | 13 avril 1936     | 27 janvier 1941   | Parti de la Libre Opinion (en)                         |
| Aléxandros Korizís                 | 29 janvier 1941   | 18 avril 1941     |                                                        |
| Emmanouil Tsouderos                | 21 avril 1941     | 29 avril 1941     |                                                        |
| Geórgios Papandréou                | 26 avril 1944     | 29 avril 1944     |                                                        |
| Ioánnis Sofianópoulos              | 3 janvier 1945    | 24 juillet 1945   |                                                        |
| Petros Voulgaris                   | 11 août 1945      | 19 août 1945      |                                                        |
| Ioannis Politis (el)               | 19 août 1945      | 9 octobre 1945    |                                                        |
| Panagiotis Kanellopoulos           | 1er novembre 1945 | 20 novembre 1945  | Parti unioniste national (el)                          |
| Ioánnis Sofianópoulos              | 21 novembre 1945  | 29 janvier 1946   |                                                        |
| Konstantinos Rendis (el)           | 29 janvier 1946   | 1er avril 1946    |                                                        |
| Konstantinos Tsaldaris             | 4 avril 1946      | 5 janvier 1950    | Parti du peuple                                        |
| Panayótis Pipinélis                | 7 janvier 1950    | 22 mars 1950      |                                                        |
| Sophoklís Venizélos                | 23 mars 1950      | 7 avril 1950      | Parti libéral                                          |
| Nikólaos Plastíras                 | 15 avril 1950     | 17 août 1950      | Union nationale progressiste du Centre (en)            |
| Sophoklís Venizélos                | 21 août 1950      | 8 août 1951       | Parti libéral                                          |
| Ioannis Politis (el)               | 8 août 1951       | 27 octobre 1951   | Indépendant                                            |
| Sophoklís Venizélos                | 27 octobre 1951   | 10 octobre 1952   | Parti libéral                                          |
| Philippos Dragoumis (el)           | 11 octobre 1952   | 18 novembre 1952  |                                                        |
| Stephanos Stephanopoulos           | 23 novembre 1952  | 6 octobre 1955    | Rassemblement grec (en)                                |
| Spyros Théotokis (el)              | 6 octobre 1955    | 23 avril 1956     | Union nationale radicale                               |
| Evángelos Avéroff                  | 27 mai 1956       | 2 mars 1958       | Union nationale radicale                               |
| Michail Pesmazoglou (el)           | 5 mars 1958       | 17 mai 1958       | Union nationale radicale                               |
| Evángelos Avéroff                  | 17 mai 1958       | 20 septembre 1961 | Union nationale radicale                               |
| Michail Pesmazoglou (el)           | 20 septembre 1961 | 4 novembre 1961   | Union nationale radicale                               |
| Evángelos Avéroff                  | 4 novembre 1961   | 11 juin 1963      | Union nationale radicale                               |
| Panayótis Pipinélis                | 19 juin 1963      | 28 septembre 1963 |                                                        |
| Pavlos Oikonomou-Gouras (en)       | 29 septembre 1963 | 6 novembre 1963   |                                                        |
| Sophoklís Venizélos                | 8 novembre 1963   | 24 décembre 1963  | Union du centre                                        |
| Christos Xanthopoulos-Palamas (el) | 31 décembre 1963  | 18 février 1964   |                                                        |
| Stavros Kostopoulos (el)           | 18 février 1964   | 15 juillet 1965   | Union du centre                                        |
| Georgios Melas (de)                | 15 juillet 1965   | 5 août 1965       | Union du centre                                        |
| Ilias Tsirimokos                   | 20 août 1965      | 11 avril 1966     | Dissident de l'Union du centre Parti libéral démocrate |
| Stephanos Stephanopoulos           | 12 avril 1966     | 11 mai 1966       | Parti libéral démocrate                                |
| Ioannis Toumbas (en)               | 11 mai 1966       | 21 décembre 1966  | Parti libéral démocrate                                |
| Pavlos Oikonomou-Gouras (en)       | 22 décembre 1966  | 2 novembre 1967   |                                                        |

## Dictature des colonels(1967-1974)
| Nom                                | Début            | Fin              | Parti |
| ---------------------------------- | ---------------- | ---------------- | ----- |
| Konstantínos Kóllias               | 2 novembre 1967  | 20 novembre 1967 |       |
| Panayótis Pipinélis                | 20 novembre 1967 | 20 juillet 1970  |       |
| Geórgios Papadópoulos              | 21 juillet 1970  | 8 octobre 1973   |       |
| Christos Xanthopoulos-Palamas (el) | 8 octobre 1973   | 25 novembre 1973 |       |
| Spyridon Tetenes (el)              | 25 novembre 1973 | 8 juillet 1974   |       |

## Troisième République hellénique(1974-)
| Nom               | Nom                            | Début             | Fin                  | Parti                    | Gouvernement                |
| ----------------- | ------------------------------ | ----------------- | -------------------- | ------------------------ | --------------------------- |
|                   | Konstantinos Kypraios (el)     | 8 juillet 1974    | 24 juillet 1974      |                          | Androutsópoulos             |
|                   | Geórgios Mávros                | 26 juillet 1974   | 15 octobre 1974      | Union du centre          | Konstantínos Karamanlís V   |
|                   | Dimitrios Bitsios (el)         | 15 octobre 1974   | 28 novembre 1977     | Union nationale radicale | Konstantínos Karamanlís VI  |
|                   | Panagiotis Papaligouras (el)   | 28 novembre 1977  | 10 mai 1978          | Nouvelle Démocratie      | Konstantínos Karamanlís VII |
|                   | Geórgios Rállis                | 10 mai 1978       | 9 mai 1980           | Nouvelle Démocratie      | Konstantínos Karamanlís VII |
|                   | Konstantínos Mitsotákis        | 10 mai 1980       | 19 octobre 1981      | Nouvelle Démocratie      | Rállis                      |
|                   | Ioánnis Kharalambópoulos       | 21 octobre 1981   | 26 juillet 1985      | PASOK                    | Andréas Papandréou I        |
|                   | Károlos Papoúlias              | 26 juillet 1985   | 1er juillet 1989     | PASOK                    | Andréas Papandréou II       |
|                   | Tzannís Tzannetákis            | 1er juillet 1989  | 12 octobre 1989      | Nouvelle Démocratie      | Tzannetákis                 |
|                   | Georgios Papoulias (en)        | 12 octobre 1989   | 23 novembre 1989     |                          | Grívas                      |
|                   | Antónis Samarás                | 23 novembre 1989  | 16 février 1990      | Nouvelle Démocratie      | Zolótas                     |
|                   | Georgios Papoulias (en)        | 16 février 1990   | 11 avril 1990        |                          | Zolótas                     |
|                   | Antónis Samarás                | 11 avril 1990     | 14 avril 1992        | Nouvelle Démocratie      | Mitsotákis                  |
|                   | Konstantínos Mitsotákis        | 14 avril 1992     | 7 août 1992          | Nouvelle Démocratie      | Mitsotákis                  |
|                   | Michalis Papakonstantinou (en) | 7 août 1992       | 13 octobre 1993      | Nouvelle Démocratie      | Mitsotákis                  |
|                   | Károlos Papoúlias              | 13 octobre 1993   | 22 janvier 1996      | PASOK                    | Andréas Papandréou III      |
|                   | Theodoros Pangalos             | 22 janvier 1996   | 18 février 1999      | PASOK                    | Simítis I et II             |
|                   | Geórgios Papandréou            | 19 février 1999   | 13 février 2004      | PASOK                    | Simítis II et Simítis III   |
|                   | Anastasios Giannitsis (el)     | 13 février 2004   | 10 mars 2004         | PASOK                    | Simítis II et Simítis III   |
|                   | Pétros Molyviátis              | 10 mars 2004      | 15 février 2006      | Nouvelle Démocratie      | Kostas Karamanlís I         |
|                   | Dóra Bakoyánni                 | 15 février 2006   | 19 septembre 2007    | Nouvelle Démocratie      | Kostas Karamanlís I         |
| 19 septembre 2007 | Dóra Bakoyánni                 | 7 octobre 2009    | Kostas Karamanlís II | Nouvelle Démocratie      |                             |
|                   | Giórgos Papandréou             | 7 octobre 2009    | 7 septembre 2010     | PASOK                    | Giórgos Papandréou          |
|                   | Dimítris Droútsas              | 7 septembre 2010  | 17 juin 2011         | PASOK                    | Giórgos Papandréou          |
|                   | Stávros Lambrinídis            | 17 juin 2011      | 11 novembre 2011     | PASOK                    | Giórgos Papandréou          |
|                   | Stávros Dímas                  | 11 novembre 2011  | 17 mai 2012          | Nouvelle Démocratie      | Papadímos                   |
|                   | Pétros Molyviátis              | 17 mai 2012       | 21 juin 2012         | Nouvelle Démocratie      | Pikramménos                 |
|                   | Dimítris Avramópoulos          | 21 juin 2012      | 24 juin 2013         | Nouvelle Démocratie      | Samarás                     |
|                   | Evángelos Venizélos            | 25 juin 2013      | 27 janvier 2015      | PASOK                    | Samarás                     |
|                   | Níkos Kotziás                  | 27 janvier 2015   | 27 août 2015         | SYRIZA                   | Tsípras I                   |
|                   | Pétros Molyviátis              | 28 août 2015      | 21 septembre 2015    | Nouvelle Démocratie      | Thánou-Christophílou        |
|                   | Níkos Kotziás                  | 21 septembre 2015 | 17 octobre 2018      | SYRIZA                   | Tsípras II                  |
|                   | Aléxis Tsípras                 | 17 octobre 2018   | 18 février 2019      | SYRIZA                   | Tsípras II                  |
|                   | Geórgios Katroúgalos           | 18 février 2019   | 9 juillet 2019       | SYRIZA                   | Tsípras II                  |
|                   | Níkos Déndias                  | 9 juillet 2019    | 26 mai 2023          | Nouvelle Démocratie      | K. Mitsotákis I             |
|                   | Vasílis Kaskarélis             | 26 mai 2023       | 27 juin 2023         | Sans                     | Sarmás                      |
|                   | Giórgos Gerapetrítis           | 27 juin 2023      | en cours             | Nouvelle Démocratie      | K. Mitsotákis II            |

## Source
- (en) Cet article est partiellement ou en totalité issu de l’article de Wikipédia en anglais intitulé « List of foreign ministers of Greece » (voir la liste des auteurs).